# Der Rächer von Kalifornien
Der Rächer von Kalifornien (Originaltitel: The Master Gunfighter) ist ein US-amerikanischer Western aus dem Jahr 1975. Es handelt sich um eine Neuverfilmung des japanischen Films Goyokin von 1969.

## Handlung
Santa Barbara, Kalifornien, im Jahr 1836: Kalifornien steht kurz davor Mitglied der USA zu werden. Amerikanische Siedler und die Regierung diskriminieren die Mexikaner und nehmen ihnen das Land mit Waffengewalt und allen zur Verfügung stehenden juristischen Tricks. Daher fühlen sich die lateinamerikanischen Großgrundbesitzer und Viehzüchter bedroht. Sie planen eine große Schiffsladung Gold der US-Regierung zu stehlen. Um selbst nicht gefangen zu werden, wollen sie parallel dazu auch noch ein Massaker an der Chumash-Indianern anrichten. Finley McCloud, ein Meister des Samuraischwerts und exzellenter Revolverheld, versucht dies zu verhindern und seine Familie zu retten, um letztlich die Schuldigen zu töten.

## Hintergrund
Die Weltpremiere des Films war am 3. Oktober 1975. In Deutschland kam der Film am 21. Oktober 1976 in die Kinos.

## Kritiken
Das Lexikon des internationalen Films befand, der Film sei „eine ziemlich befremdliche Mischung aus Klischees des Italowestern, des Samurai- und Kung-Fu-Kinos, die zudem mit starken Stilisierungen arbeitet“, und merkte an: „Zumindest in der (gekürzten) deutschen Fassung wirkt das Ganze über weite Strecken eher lächerlich.“ Variety kam zu einem ähnlichen Schluss: „Eine seltsame Mischung aus amateurhafter Geschichte und gekonnten Produktionswerten.“

## Auszeichnungen
Bei den Golden Globe Awards 1976 war Barbara Carrera als Beste Nachwuchsdarstellerin nominiert.